# Красная (Карачевский район)
Красная (историческое название — Чернева, Черневка, неофициально также Хотенщина) — деревня в Карачевском районе Брянской области, в составе Вельяминовского сельского поселения. 
 Расположена в 3 км к северо-западу от села Вельяминова. Население — 135 человек (2010).

## История
Упоминается с XVII века как сельцо в составе Подгородного стана Карачевского уезда. В XVIII—XIX вв. — владение Хотяинцевых, Неплюевых, Чирковых и других помещиков; с середины XIX века — Литвинкиной, Роговского. Входила в приход сёл Вельяминова и Юрасова. До 1929 года — в Карачевском уезде (с 1861 — в составе Дроновской волости, с 1924 в Вельяминовской волости).
С 1929 в Карачевском районе; входила в состав Вельяминовского сельсовета (с 2005 — сельского поселения). 
 В 1964 году были присоединены прилегающие посёлки Красный и Гора-Грязь, а название самой деревни изменено на Красная.

## Население
| Годы      | 1866 | 1887 | 1926 | 1979 | 1989 | 2002 | 2010 |
| --------- | ---- | ---- | ---- | ---- | ---- | ---- | ---- |
| Население | 143  | 384  | 395  | 201  | 138  | 112  | 135  |